# Filialkirche Heiligengeist am Berge

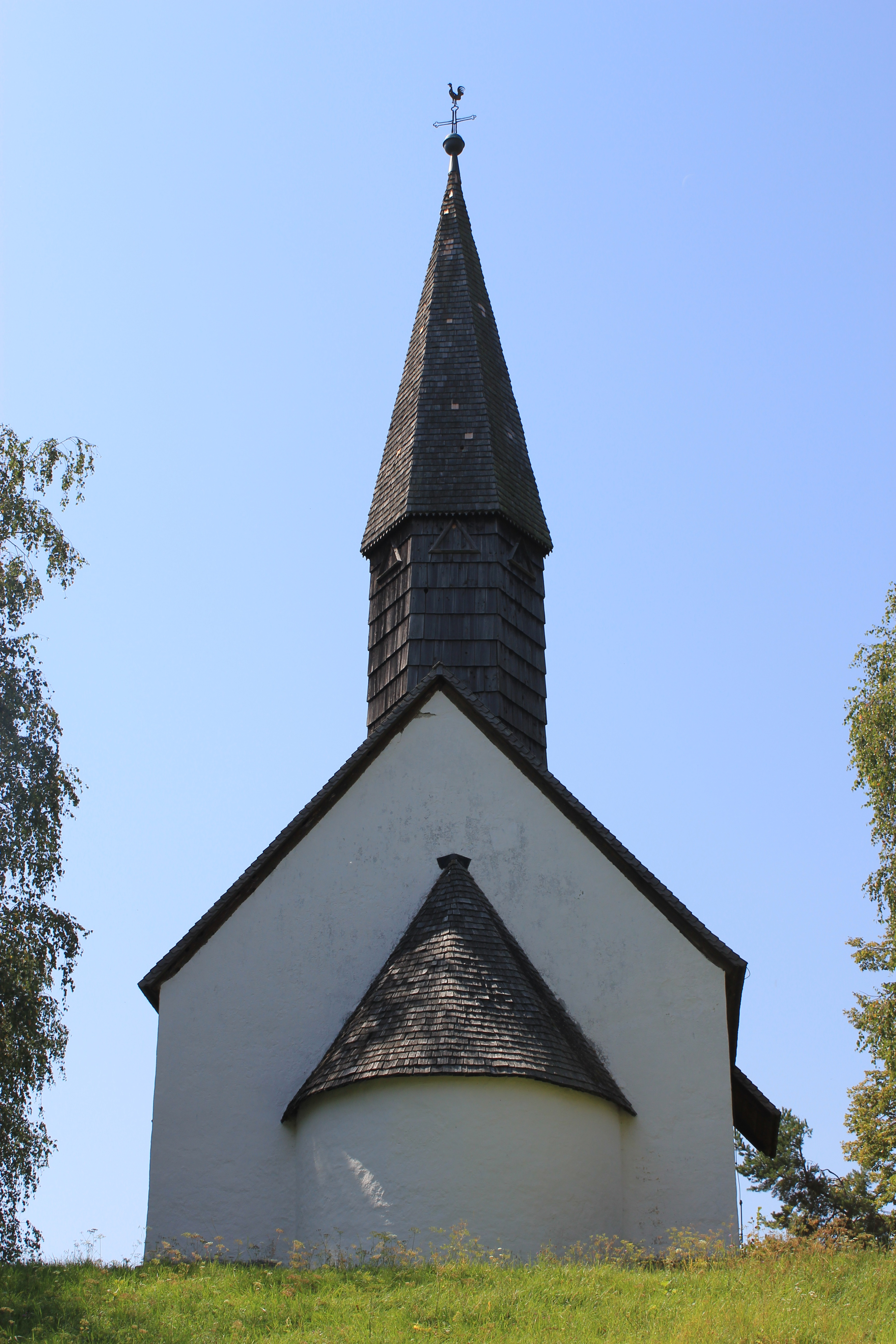

Die römisch-katholische Filialkirche Heiligengeist am Berge steht am Holmberg nordöstlich von Eberndorf außerhalb des Friedhofs. Die zur Pfarre Eberndorf gehörende Kirche wurde urkundlich erstmals 1601 genannt. Sie steht unter Denkmalschutz (Listeneintrag).

## Beschreibung
Das Gotteshaus ist ein im Kern romanischer Bau mit Vorlaube, eingezogener Rundapsis und einem spitzen Dachreiter im Osten. Man betritt die Kirche durch das rundbogige, gotische Südportal.
Das Langhaus aus dem späten 17. Jahrhundert hat eine flache, zum Teil mit Schablonenmalerei bemalte Holzdecke. Die Apsis wurde 1670 bühnenartig ausgestaltet. Sie ist mit einer frühbarocken, von den Erzengeln Michael und Gabriel flankierten Säulen- und Nischenarchitektur bemalt. In der Apsiswölbung ist die heilige Dreifaltigkeit dargestellt.
Auf dem Hochaltar sind eine Schnitzgruppe des Pfingstwunders, ein Kruzifix, eine Nachbildung des  Heiligen Grabes, eine Schmerzhafte Muttergottes und ein Tabernakel von 1857.